# Antonio Martín Eguia
Antonio Martín Eguia (Vitòria, 18 de juny de 1918) fou un ciclista basc, que fou professional entre 1939 i 1948. En el seu palmarès destaca una victòria d'etapa a la Volta a Espanya de 1941.

## Palmarès
- 1940
  - 1r a Àlaba
- 1941
  - Vencedor d'una etapa de la Volta a Espanya
  - Vencedor d'una etapa de la Volta a Navarra
  - Vencedor d'una etapa de la Volta a Catalunya
- 1942
  - 1r al Circuit Castilla-Leon-Asturias i vencedor d'una etapa
  - 1r a Àlaba
  - Vencedor d'una etapa al Circuit del Nord
- 1943
  -  Campió d'Espanya Darrere moto comercial
- 1944
  -  Campió d'Espanya Darrere moto comercial
  - 1r a la Volta a Llevant
  - 1r al Campionat de Barcelona
- 1945
  - Vencedor d'una etapa de la Volta a Catalunya
  - Vencedor de 3 etapes del Gran Premi de la Victoria
- 1946
  - Vencedor de 2 etapes del Gran Premi de la Victoria

### Resultats a la Volta a Espanya
- 1941. 7è de la classificació general. Vencedor d'una etapa
- 1942. Abandona
- 1945. 5è de la classificació general
- 1946. 16è de la classificació general
- 1948. Abandona